# Darren Watson
Darren Watson (* 10. August 2003 in Fife) ist ein schottischer Fußballspieler, der bei Forfar Athletic unter Vertrag steht.

## Karriere

### Verein
Darren Watson begann seine Karriere als Kind in Kennoway. Als Zehnjähriger kam er 2013 in die Fife Elite Football Academy. Watson wechselte zwei Jahre später in die Jugendakademie von Dundee United. In Dundee erhielt er bereits im Mai 2019 im Alter von 15 Jahren seinen ersten Vertrag als Profi. Im Dezember 2020 kam Watson zu seinem Debüt in der ersten Mannschaft. Am 17. Spieltag der Saison 2020/21 in der Scottish Premiership gegen die Glasgow Rangers wurde Watson in der 86. Minute für Adrián Spörle eingewechselt.

### Nationalmannschaft
Darren Watson spielte im Jahr 2016 einmal in der schottischen U16-Nationalmannschaft gegen Australien.